# شرکت انتشارات کندال هانت
کندال هانت یک انتشارات آموزشی مستقل است که در سال ۱۹۴۴ با نام انتشارات ویلیام سی براون تأسیس شد. این شرکت در دوبوک، آیووا مستقر است و هنوز هم متعلق به خانواده براون است.

## تاریخ
در سال ۱۹۴۴، ویلیام سی. براون حقوق ۲۶ عنوان کتاب از کتاب کار گرفته تا کتابچه راهنمای آزمایشگاهی را به دست آورد. شرکت براون، انتشارات ویلیام سی. براون، تمام جنبه‌های انتشار کتاب‌های درسی، از مفهوم اصلی گرفته تا حمل و نقل، را در اختیار داشت و اداره می‌کرد. تعداد عناوین موجود در کاتالوگ شرکت تا سال ۱۹۴۹ به بیش از ۱۰۰ رسید تا سال ۱۹۶۱، این شرکت از نام دبلیو سی براون و شرکت ناشر برای بخش نشر سنتی و شرکت کتاب ویلیام سی براون برای نویسندگانی که قراردادهای انتشاراتی تضمین شده داشتند، استفاده کرد. برای رفع سردرگمی بین این دو برند، این شرکت در سال ۱۹۹۴ به شرکت انتشارات کندال هانت تغییر نام داد کندال نام خانوادگی براون بود.
در سال ۱۹۹۲ دبلیو سی براون و شرکت ناشر به شرکت تایمز میرور فروخته شد. در سال ۲۰۱۶، کندال هانت ارائه‌دهنده اصلی برنامه‌های آموزشی مذهبی برای کلیساها، مدارس و خانواده‌های کاتولیک، آرسی‌ال بنزیگر را به دست آورد. در سال ۲۰۲۰، کندال هانت آثار انتشاراتی پارادایم و جی‌آی‌اس‌تی را به دست آورد.

## تمرکز اصلی
کندال هانت کتاب‌هایی را برای برنامه‌های کی-۱۲، آموزش عالی و آموزش دینی با نام تجاری آرسی‌ال بنزیگر منتشر می‌کند. بیش از ۱۰۰۰۰ عنوان چاپ شده، از جمله محصولات دیجیتال را با نام تجاری گریت ریور لرنینگ ارائه می‌دهد.

### شرکای تجاری
برای بازار کی-۱۲، کندال هانت با ایلاستریتیو متمتیکس و اوپن‌سای‌اِد شراکت دارد. همچنین با آموزش پارادایم، دانشگاه شیکاگو، دانشگاه کنتیکت و مدرسه آموزش ویلیام و مری در زمینه آموزش عالی همکاری می‌کند.

## نویسندگان
- جاناتان مابری
- چارلز نگی
- امیرعباس فخرآور[۱۳]